# Arthur Zacharias Schwarz
Arthur Zacharias Schwarz (geboren 4. Februar 1880 in Karlsruhe; gestorben 16. Februar 1939 in Jerusalem) war ein österreichischer Rabbiner und Kodikologe (Handschriftenkundler).

## Leben
Arthur Zacharias Schwarz war ein Sohn des österreich-ungarischen Rabbiners Adolf Schwarz. Er legte das Abitur am Gymnasium in Karlsruhe ab und studierte von 1898 bis 1902 an der Universität Wien Philosophie. 1905 wurde er  promoviert. Gleichzeitig studierte er an der Israelitisch-Theologischen Lehranstalt und erwarb dort 1907 sein Diplom.
Ab 1914 wirkte er beruflich als Rabbiner und Religionslehrer in Wien sowie von 1933 bis 1939 an der Israelitischen Kultusgemeinde, während er sich wissenschaftlich auf die hebräische Kodikologie  spezialisierte und dabei zu einem der hervorragendsten Vertreter dieses Gebietes wurde. Er soll dazu auf einer Studienreise vom damaligen Präfekten der Biblioteca Ambrosiana in Mailand, Achille Ambrogio Damiano Ratti (später Papst Pius XI.), ermuntert worden sein.
Als erstes Ergebnis erschien 1914 ein exakter Katalog der hebräischen Handschriften in der Wiener Hofbibliothek, den er in der Folge auf die Bestände in ganz Österreich ausdehnte. Nach dem Anschluss Österreichs 1938 wurde  Schwarz in Haft genommen und gefoltert. Körperlich und seelisch gebrochen, erreichte er noch Palästina, wo er am 16. Februar 1939 starb. Die Vorarbeiten zum 2. Teil seines Kataloges hatte er noch in die Emigration retten können.
Seine Tochter Tamar (Anna Helene) Kollek geborene Schwarz, * 17. Juli 1917 in Wien; † 25. Juli 2013 in Jerusalem, war mit dem langjährigen Bürgermeister von Jerusalem, Teddy (Theodore) Kollek, verheiratet. Sie war zeitlebens Lehrerin. Sein Sohn Binyamin (Hans Theodor) Schwarz, * 7. Dezember 1919 in Wien; † 9. August 2001 in Jerusalem, war Universitätsprofessor für Mathematik in den USA.

## Veröffentlichungen (Auswahl)
- Zur Biographie Elia Levitas. In: Archiv für jüdische Familienforschung, Kunstgeschichte und Museumswesen, Jg. 2 (1916), Heft 1–3, S. 24–27 (Digitalisat).
- Die hebräischen Handschriften der Nationalbibliothek in Wien. Hiersemann, Leipzig 1925.
- Die hebräischen Handschriften in Österreich (ausserhalb der Nationalbibliothek in Wien), Bd. 1: Bibel–Kabbala. Hiersemann, Leipzig 1931.